# Lingua minangkabau

Mappa della lingua Minangkabau a Sumatra in colore oliva chiaro e scuro

La lingua minangkabau è una lingua austronesiana parlata dall'omonima popolazione nel Sumatra Occidentale, nella parte occidentale di Riau, nella reggenza di South Aceh, nella parte settentrionale delle province di Bengkulu e di Jambi in Indonesia e nello stato di Negeri Sembilan in Malaysia.